# Hårlemanska malmgården
Hårlemanska malmgården, även Hårlemanska huset,  är en malmgård som ligger vid Drottninggatan 88A intill Centralbadsparkens entré på Norrmalm i Stockholm. Huset var arkitekten Carl Hårlemans bostad och är en av de få malmgårdar från 1700-talets början som finns kvar i centrala Stockholm.
Marken inköptes år 1708 av Eva Johanna Hårleman (född Baartz) och sträckte sig mellan Drottninggatan och Holländargatan. Hon var änka efter hovträdgårdsmästaren Johan Hårleman och lät uppföra huset år 1710. Hennes son Carl Hårleman bodde i huset under huvuddelen av sin levnad. Han lät inreda om husets övervåning kring år 1748 i samband med sitt giftermål med Henrika Juliana von Liewen. 
1780 sålde de Hårlemanska arvingarna området till sidenfabrikören Abraham Westman. År 1822 inköptes det av kommerserådet Paul Edvard Filéen, som ärvt en betydande förmögenhet från en plantage vid Demerara i Guyana. Hans fosterdotters släkt ägde sedan området och huset tills det år 1901 köptes av arkitekten Wilhelm Klemming. Denne byggde om husets undervåning till butiker och flyttade själv in med sin familj samt förnyade trädgården och ritade Centralbadet som stod färdigt 1904. 1965 förvärvade Stockholms stad fastigheten av Klemmings arvingar och huset förvaltas numera av AB Stadsholmen.
| Fasad mot Drottninggatan (vänster) och fasad mot gården. |  | Fasad mot Drottninggatan (vänster) och fasad mot gården. |
| Fasad mot Drottninggatan (vänster) och fasad mot gården. |  |                                                          |